# Перко Колевски
Перко Георгиев Колевски (на македонска литературна норма: Перко Ѓорѓиев Колевски) е лекар и политик от Северна Македония.

## Биография
Роден е на 27 декември 1944 година в пробищипското село Бунеш. Колевски е специалист по трансфузиология и имунология и е професор в Скопския университет.  През 1977 година взема участие в първите трансплантации на бъбрек в Социалистическа република Македония.
От март 1991 до септември 1992 е министър на здравеопазването на Република Македония в правителството на Никола Клюсев..
Почива на 17 декември 2021 г. в Скопие.